# Ezelspinguïn
De ezelspinguïn (Pygoscelis papua) is een middelgrote pinguïn uit de familie Spheniscidae.

## Kenmerken
Hij is herkenbaar aan een witte streep die over de top van zijn kop loopt en zijn geluid dat lijkt op het geluid van een ezel. Hij heeft een oranje snavel en poten en is de snelst zwemmende pinguïn; hij kan ongeveer een snelheid van 40 kilometer per uur halen. De lichaamslengte bedraagt ongeveer 75 cm en het gewicht 6 kg.

## Verspreiding
De ezelspinguïn komt voor op Subantarctische eilanden en het Antarctisch Schiereiland en telt vier ondersoorten:
- P. p. taeniata: Crozeteilanden, Prins Edwardeilanden, Marioneiland, Kerguelen en Macquarie-eiland.
- P. p. papua: de Falklandeilanden, Stateneiland en het puntje van Zuid-Amerika.
- P. p. ellsworthi: Antarctisch schiereiland, Zuidelijke Orkneyeilanden, Zuidelijke Shetlandeilanden en de Zuidelijke Sandwicheilanden.
- P. p. poncetii: Zuid-Georgia.

## Status
De ezelspinguïn heeft een groot verspreidingsgebied en er zijn grote jaar-op-jaar verschillen in de aantallen broedparen in de bekende kolonies. In 2013 werd de  grootte van de wereldpopulatie geschat op 314 duizend broedparen. De aantallen in het zuiden van het verspreidingsgebied, zoals op het continent van Antarctica nemen toe, maar in het zuidwestelijk deel van de Indische Oceaan nemen de aantallen af.  In 2012 stond deze pinguïn nog als gevoelig op de Rode Lijst van de IUCN. Nu is de indruk dat er sprake is van een netto toename in aantallen en daarom staat de ezelspinguïn  als niet bedreigd op de Rode Lijst.

Prent van een ezelspinguïn (1825-1834) gegraveerd door Charles Motte naar een tekening van Paul Louis Oudart